# 磯永吉小屋
25°0′57.38″N 121°32′28.09″E / 25.0159389°N 121.5411361°E

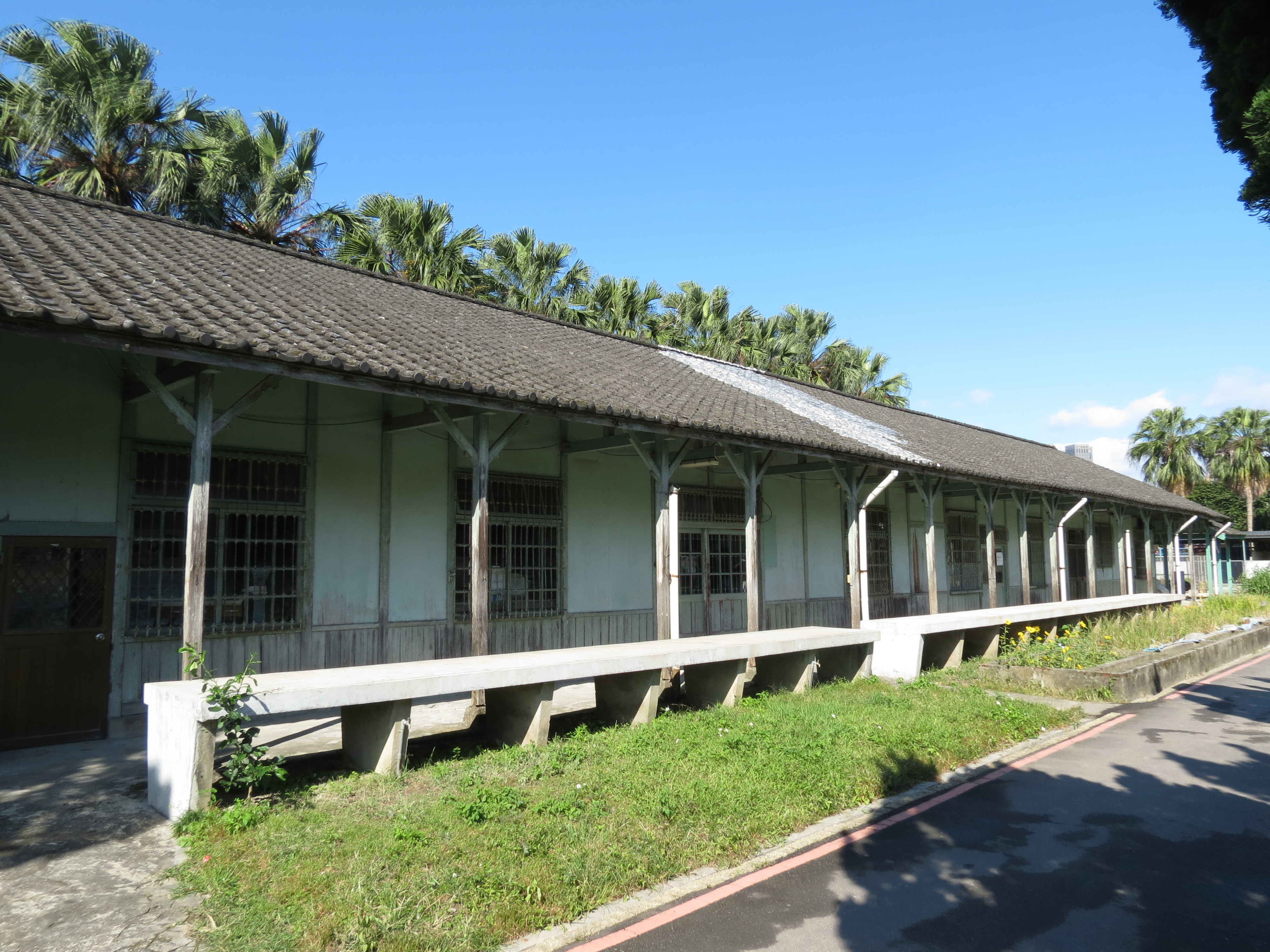
磯小屋

磯永吉小屋，全稱為舊高等農林學校作業室，簡稱磯小屋，位於國立臺灣大學公館校區農場裡。1925年落成，佔地面積為383.04平方公尺的單層排屋。目前為台大農藝系使用此建築物，其正式用途是農藝系的「育種準備室」，更早之前則稱為「種子研究室」。目前磯小屋已被文化局登錄古蹟名稱為「舊高等農林學校作業室」並免除被拆遷的下場。

## 地點
磯小屋是位於臺大臺北市基隆路四段42巷的日式平房，其位於人工氣候室以及農業試驗場辦公室的中間。臺大校園門牌編碼為S62。

## 樓層安排
磯小屋只有地上一層樓。小屋內部包含作業室、農具室、實習準備室、農夫室、湯沸室、農作物貯藏室、閣樓儲物空間、攝影暗房、燻蒸室及廁所等。建築前則設置有水稻種植槽及育苗平臺。

## 歷史

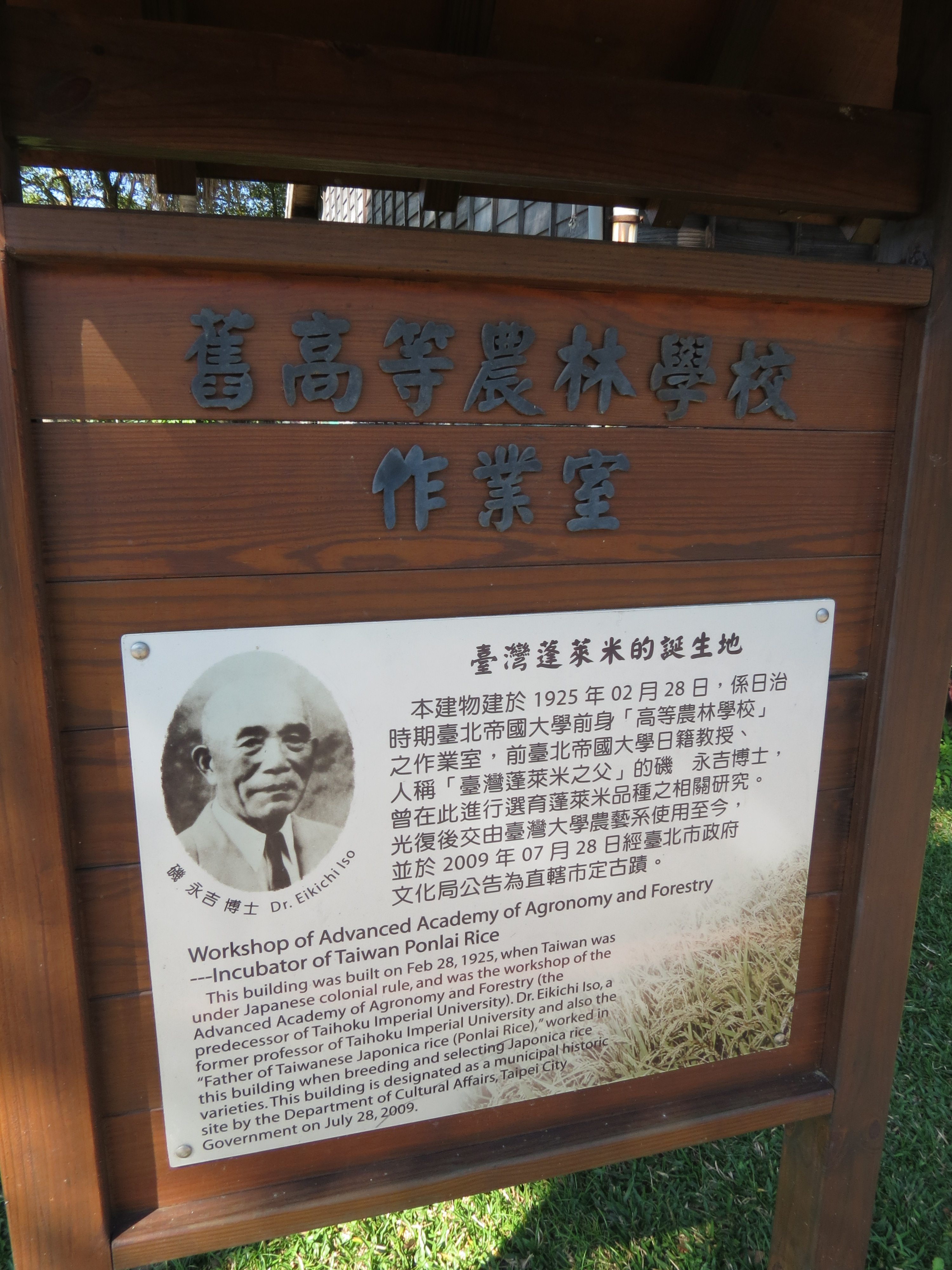
舊高等農林學校作業室講解牌

磯小屋（種子研究室）落成於1925年，其是中興大學前身「臺北高等農林學校」實習農場的早期建築，後併為臺北帝大附屬農林部，繼續作為田間實習與考種實驗室使用。
磯小屋是高等農林學校至戰後臺灣大學早期農業研究之重要基地。磯永吉教授在磯小屋裡完成了許多稻米的研究，在臺灣的農業發展上具有極大的重要性，臺大農藝系師生因此便取其“磯”字命名該研究室為磯小屋。對臺大農藝系來說，磯小屋的保留代替了磯永吉教授傳達其學術精神。其保存讓後人得以有機會了解臺灣農業發展的脈絡並知道臺灣、臺大與磯永吉教授之間的淵源。
在磯永吉教授離開臺大後，磯小屋則由磯教授的學生們繼續使用，成為種子研究室。1959時，農村復興聯合委員會（行政院農業委員會前身）開始重視種苗產業的研究，因此還曾由中美基金中撥款增設種子檢查設備，並在旁邊增建了一棟二層樓的考種館。在新館落成之後，磯小屋原本的功能漸漸被取代，因大多數的實驗與課程移至考種館進行。

## 現在

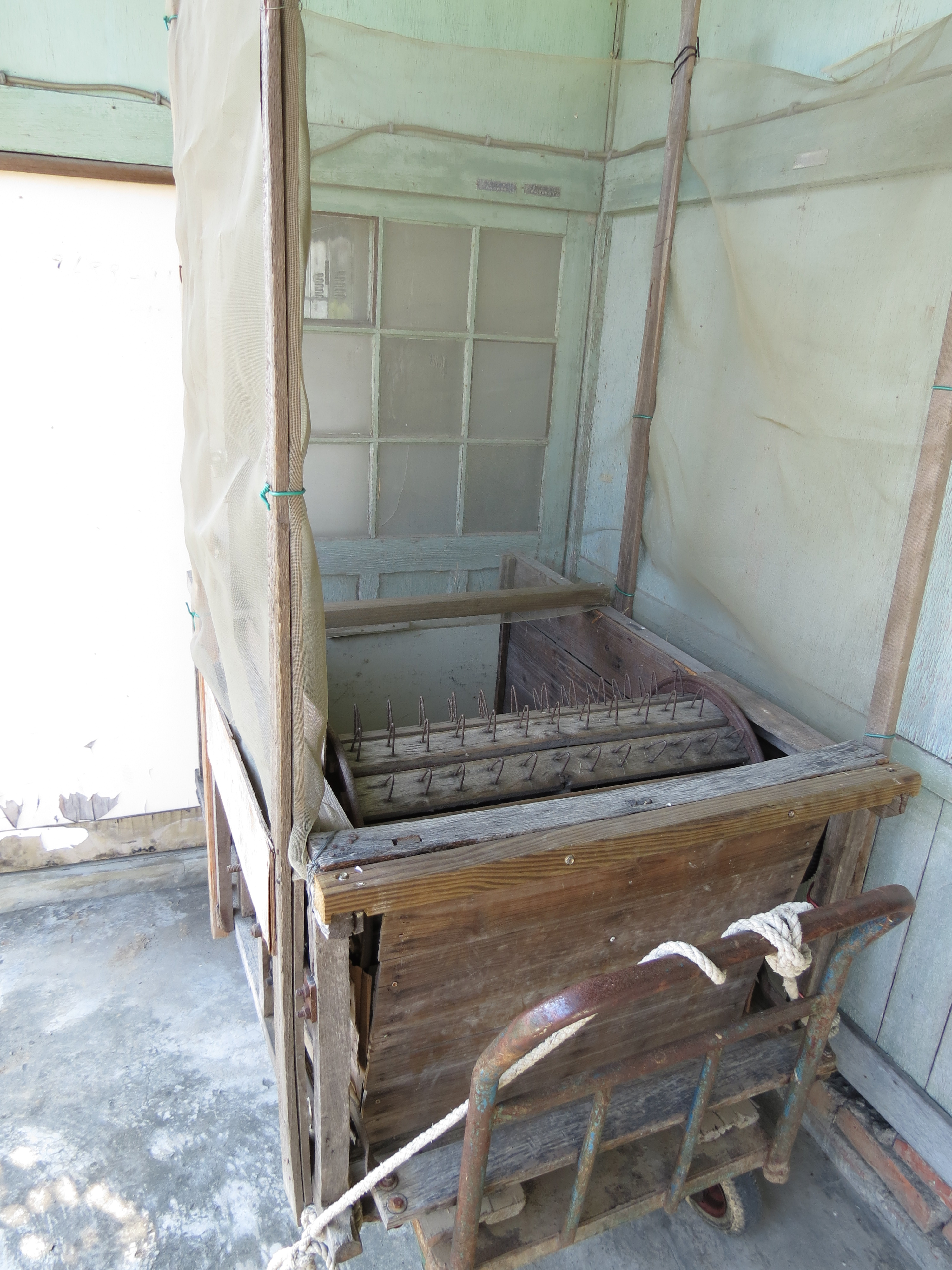
臺大磯小屋外展出的古早農具（打穀機）。

磯小屋是臺灣早期重要農學研究基地，因而經年累積大量日治時期迄今之農業研究器材、書籍文件、文書用具與家具等。2003年，農藝系於磯小屋的暗房中發現磯永吉教授遺留的文獻手稿，經過總圖書館特藏組的整理，合計四千多冊的手稿、書籍確定為磯永吉先生所有，內容涵蓋當時的實驗紀錄、來自總督府的公文、南洋農業的調查書等珍貴資料。目前這些文獻存放於總圖書館的「磯永吉文庫」，成為臺大的特藏。
2006年，臺大農場場務會議決定，將把臺大農業陳列館遷至該處。該年十月二十三號，總務處召開「農學院農業生物資源大樓規畫興建會議」，打算在原地興建新大樓，所幸當時經由當時農藝系主任郭華仁教授、臺大校史館張幸真研究員等人的努力，才使得磯小屋得以保存下來。因磯小屋極富農業史與科學史研究價值，因此臺北市政府文化局已於2009年7月28日將此小屋指定為市定古蹟。
磯小屋見證了臺灣農業科技發展之歷程，因而在臺灣農業歷史上扮演重要的角色，成為富有歷史價值的文化古蹟。儘管磯小屋因被定為文化古蹟而得以保全，但不可否認其逐漸傾頹的結構，急需大規模修繕。在臺大與臺北市文化局皆經費拮据的情況下，僅能以「緊急修繕」的名義，對小屋進行重點式的的整修。
經過多年的努力，農藝系於2012年3月10日舉辦磯永吉小屋開幕，邀集臺科大建築系師生共同進行磯小屋的復舊與活化計畫，並舉辦「舊高等農林學校作業室歷史空間暨文物展」展覽，希望藉由這些活動，讓社會看見磯小屋在臺灣與亞洲農業史中的重要性。磯小屋目前已局部開放其中兩間供民眾參觀，小屋內陳列臺北帝大時期的各種實驗器具，如電氣孵卵器、顯微鏡、種子篩、種子取樣器、溫溼度記錄器等，參觀者可在此一窺日治時期的農學實驗室樣貌。
小屋裡還展示了企業家許文龍親自雕塑的「蓬萊米之父」磯永吉、「蓬萊米之母」末永仁兩尊青銅像。
對於2016年8月磯永吉小屋遭竊一案，於2016年9月5日傍晚警方宣布破案。大安警分局5日傍晚逮捕行竊的宋姓男子（41歲），順利找回七件失竊小屋文物。

## 建築風格
磯小屋，由臺灣杉層層疊疊而成的日式木造平房小屋，儲藏室部分為磚造。其屬於西洋式三角形屋架中的中柱式桁架，“出山式”屋頂（切妻造），木骨土牆，屋頂外覆雨淋板。磯小屋不但是台灣農業史上一個相當重要的代表，該建築物本身的設計，也可視為日治時期房舍工法的模範。磯小屋與附近房舍和周遭農場，目前仍維持日治臺北帝國大學時期的格局。

## 外部連結
- 磯永吉小屋的Facebook專頁
- 磯永吉小屋 （页面存档备份，存于）